# بن كوك (ممثل)
بنيامين تايلر كوك (بالإنجليزية: Benjamin Tyler Cook)‏، في 11 ديسمبر 1997 في إيدن، كارولاينا الشمالية، وهو ممثل أمريكي.

## حياة
وُلد كوك في إيدن، كارولاينا الشمالية، ونشأ في نيويورك ولورتون، فرجينيا. إنه أصغر أبناء جلين وجيل كوك. والدته المديرة التنفيذية لجمعية المستشارين المدرسيين الأمريكية. والده مصور ومدون ومستشار نشر.
في سن السابعة ، بدأ كوك دراسة الرقص في مدرسة متروبوليتان للفنون في شمال فيرجينيا. التحق بمدرسة الفنون المسرحية الاحترافية في نيويورك للمدرسة الإعدادية وأثناء المدرسة الثانوية.

## أعماله
- 2010: 30 روك
- 2013: بيت البطاقات
- 2014: نائبة الرئيس
- 2017: القانون والنظام: الوحدة الخاصة للضحايا
- 2018: باترنو
- 2021: قصة الحي الغربي
- 2022: السيدة الأولى
- 2022: الكاذبات الصغيرات الجميلات

## روابط خارجية
- بن كوك على موقع IMDb (الإنجليزية)
- بن كوك على موقع قاعدة بيانات برودواي على الإنترنت (الإنجليزية)
- بن كوك على موقع قاعدة بيانات الفيلم (الإنجليزية)